# Grégoire Girard
Grégoire Girard   (Friburg, 17 de desembre de 1765 - Friburg, 6 de març de 1850) Grégoire (Jean Baptiste) Girard, fou un franciscà, escriptor i pedagog suís formulador de l'escola pública contemporània.

## L'impacte de Girard
Figura notable de la pedagogia europea coetània, fou un educador catòlic atípic que va suscitar alhora admiració i desconfiança en àmbits religiosos, polítics, intel·lectuals i socials del seu temps. Partia de la necessitat d'atendre les persones més desafavorides i això requeria dotar-les d'una bona educació. Entenia que democratitzar el sistema educatiu i fer-lo arribar a tothom era una demanda i exigència del missatge de l'Evangeli. La seva concepció educativa, misericordiosa i universalista, és tan generosa i oberta que és capaç de passar per sobre les importants divisions religioses i polítiques de la societat de l'època i elaborar una proposta educativa que reconciliava els àmbits progressistes (republicans) i conservadors (jerarquia eclesiàstica). Va extreure de cadascun dels dos blocs els "millors" principis i pràctiques, posant els seus arguments respectius al servei de la unitat. La seva obra educativa és el fonament de l'educació pública, obligatòria i gratuïta que s'edificarà durant els segles XIX i XX.

## Formació. Vida religiosa. Filosofia i docència
Fill d'una acomodada família de comerciants de la ciutat-estat de Friburg, bastió catòlic i francòfon en mig de la Suïssa protestant. Va rebre els primers ensenyaments de la seva mare, en un clima de tolerància religiosa i l'educació estimuladora i sense càstigs. Cursà llatinitats als jesuïtes del Collège St-Michel, on el decebé els seus plantejaments mecànics de l'aprenentatge. Atret a fer una vida religiosa, a setze anys va ingressar l'orde dels franciscans a Friburg l'any 1781. Va fer el seu noviciat a Lucerna (1782). Anà a Alemanya per a aprofundir en la filosofia i la teologia a Wurtzbourg (1783-1788), on admirà la important obra social que hi portava a terme el príncep-bisbe Ludwig von Erthal. Girard va anar elaborant el seu pensament fet d'un equilibri entre el racionalisme de la Il·lustració i la teologia dogmàtica tot tenint ben present els Evangelis. Ordenat prevere l'any 1788 a Friburg, va ser professor de filosofia a Überlingen on begué de l'esperit de la Il·lustració i s'interessà per la filosofia d'Immanuel Kant. Dos anys més tard retornà a Friburg on es dedicà al seu ministeri i a la docència ensenyant filosofia. La seva admiració pel pensament de Kant no fou ben vista per sectors més conservadors. Dos anys més tard retornà a Friburg on es dedicà al seu ministeri pastoral i a la docència ensenyant filosofia. La seva admiració pel pensament de Kant no fou ben vista per sectors més conservadors.
Pel que fa a la religió, la seva concepció ecumènica del cristianisme i la sobrietat de la seva seves celebracions litúrgiques, parcialment en alemany, van contribuir al clima de concòrdia social i a l'enfortiment del catolicisme a Berna, on hi celebrà la primera missa d'ençà de la Reforma luterana. Durant vint-i-cinc anys fou rector de la parròquia catòlica d'aquella ciutat.

## Les escoles del pare Girard de Friburg. L'èxit del mètode mutual
S'interessà vivament per l'educació. L'any 1798 es proclamà l'efímera República Helvètica, en aquest context Grégoire Girard, a petició de Philipp Albert Stapfer, ministre de la Instrucció Pública, elaborà el seu Projecte d'educació per a la República helvètica, que esdevindria un referent de l'educació popular i pública del seu temps. Al setembre 1804, la ciutat de Friburg decideix crear les seves escoles. Són instal·lades al convent del franciscans sota la direcció del pare Girard. Més tard comptarien amb un edifici propi. Entre 1805 i 1823 organitzà i dirigí aquesta l'escola francesa per als de nois de Friburg. En aquesta institució va desenvolupar les seves innovadores propostes pedagògiques de manera que aquesta esdevingué un notable i exemplar model d'escola primària pública. Girard va fer obligatòria l'educació, va organitzar l'administració de l'escola, va insistir en l'adopció de bons llibres de text. Va introduir el sistema de seguiment, evitant l'abús de mer exercici de memòria i fent que tots els estudis convergeixin a l'educació completa del nen.
L'inici del mètode mutu cal situar-lo a la visita, el 3 d'agost de 1816, d'Andrew Bell a les reputades escoles de Girard de Friburg. El pedagog escocès encoratjà al pare Girard a emprar el mètode mutual. Si inicialment l'escola de Friburg s'adreçava als nens de famílies sense recursos, la seva qualitat va atreure els fills de totes les classes socials arribant als 300 alumnes. L'ensenyament era organitzat de manera que els continguts eren apresos de forma gradual i planificada i per això l'escola constava de vint-i-set divisions o classes. Per Girard l'educació mútua s'inspira en el que passa a la família on els germans més grans ensenyen als petits.
Aquests contactes amb Bell i algunes lectures el portaran a adoptar aquesta metodologia mútua, però amb adaptacions importants al context que viuen els infants a Friburg. Amb el suport del bisbe Remy, el 1819 es formalitzà la introducció de l'educació mútua en totes escoles rurals del cantó de Friburg. Girard implementa el mètode mutu que combina amb l'ensenyament simultani tot dissenyant un mètode mixt. Tot respectant cada alumne per tal que progressi al seu ritme. A més de Bell, la modèlica escola de Girard a Friburg despertà l'interès de personalitats europees que treballaven per reformar l'educació com Marc-Antoine Jullien, el príncep Christià-Frederic de Dinamarca, l'exrei de Suècia Gustau III, els pedagogs britànics James Pillans i Robert Owen i el mateix Johann Heinrich Pestalozzi. El qual, malgrat les diferències que hi tenia, afirmà: «Girard fa miracles, amb el fang fa or!»,

## La prohibició de les escoles girardianes. Obres i reconeixements
Però a poc a poc la metodologia mutual despertà l'oposició de sectors conservadors que tenien una visió teocràtica de l'educació d'acord amb la tradició imperant. Temien, a més a més, que aquests tipus de mètode minés l'ordre públic i pressionaran fins a aconseguir la seva prohibició. Cal tenir en compte que del 1798 al 1803 es va establir un règim igualitari a Suïssa, inspirat en la Revolució Francesa, que va anul·lar els privilegis dels patricis. Els conservadors van aconseguir restaurar els seus drets mitjançant un cop d'estat legislatiu el 1814: va ser la Restauració. Per aquells anys Girard cometé l'error de proclamar que la seva escola pública "va fer caure els murs de la separació" referint-se que el centre aplegava fills de totes les classes socials. Un principi d'igualtat inacceptable als ulls de la majoria de patricis que acaben de restaurar el seu poder. Així els seus amics i valedors s'aparten d'ell com ara Jean de Montenach o el general de Gady. Els detractors del mètode d'ensenyament mutu criticaven la seva forma mecànica d'instruir. També Friburg tenia una important població d'influents nobles francesos que havien immigrat a causa dels plantejaments i l'evolució de la revolució.
El 1823 el bisbe i el govern de Friburg prohibeixen les escoles de Girard malgrat la seva notorietat a Suïssa i a Europa. Dos dies més tard davant aquestes dificultats de caràcter religiós el franciscà Gerard dimití i marxà a Lucerna on ensenyà filosofia en un institut d'educació secundària de 1823 a 1834. Allà va ser elegit membre del Consell d'Educació i de la Societat Suïssa d'Utilitat Pública i fou un dels pioners en crear una formació professional per a mestres. També formà part de l'avantguarda social que defensava la necessitat de l'educació de qualitat per a les noies.

El 1835 va tornà de nou a Friburg, on va romandre fins a la seva mort, participant en activitats educatives i, entre altres publicacions, emprengué la redacció de la seva obra cabdal De l'enseignement régulier de la langue maternelle dans les écoles et les familles. La qual fou guardonada amb premi Montyon de l'Acadèmia Francesa. El pedagog de Friburg va tenir una gran reputació a França, i especialment al Segon Imperi. Va ser nomenat cavaller de la Legió d'Honor i membre corresponent de l'Académie des Sciences Morales et Politiques. Girard va morir l'any 1850, disgustat per la secularització del seu convent per part del govern.

## La importància de la llengua materna.
El punt central de la didàctica girardiana és la llengua materna, ja que és el camí natural emprat per les mares per portar als seus fills als pensaments i a les experiències de les coses. Els pedagogs pretenen ensenyar a educar a les mares, quan són ells els que haurien d'aprendre d'elles que són mestres per naturalesa, sense l'artificiositat de molts mètodes. Girard assenyala que els mots porten als pensaments, el pensament porta al cor i a la vida. Així, l'ensenyament de la llengua ha de ser antigramatical i antiverbalista i basar-se en coses i fets, en el fet concret i viscut. L'escola ha de seguir i imitar a la mare que dona al nen alhora l'experiència de la vida i la paraula i el parlar. Cal enderrocar la gramàtica de la llengua i no la llengua de la gramàtica. Aquest plantejament influí notablement en l'educació europea coetània. En aquesta línia publicà la Grammaire des campagnes, à l'usage des écoles rurales du canton de Fribourg.

## Obres
- Projets d’éducation publique. 1798
- Discours de clôture prononcés par le R. P. Grégoire Girard 1805-1822
- Rapport sur l’Institut de M. Pestalozzi à Yverdon. 1810.
- Méthodes et procédés d’éducation. 1812
- Grammaire des campagnes, à l'usage des écoles rurales du canton de Fribourg
- Quelques souvenirs de ma vie avec des réflexions. 1826
- Fribourg et ses environs
- Explication du plan de Fribourg. 1827